# 김진현 (1987년 7월 29일)
김진현(한국 한자: 金眞賢, 1987년 7월 29일 ~ )은 대한민국의 축구 선수이며, 포지션은 미드필더이다.

## 축구인 경력

### 선수 경력
전남 드래곤즈의 유소년 팀인 광양제철고등학교 축구부를 거쳐 2007년 우선지명으로 전남 드래곤즈에 입단하였다. 이후 경남 FC, 경주 한수원, 대전 시티즌을 거쳐 2014년에는 K3리그의 화성 FC에 입단하여 선수 생활과 사회복무요원을 병행하며 병역 의무를 이행하였다.
2016년 7월 부천 FC 1995에 입단하며 3년 만에 프로 리그로 복귀하였다. 2018 시즌을 앞두고 화성 FC에 입단했다.